# كوسماس إنديكوبليوتس
كوسماس إنديكوبليوتس (بالإغريقية: Κοσμᾶς Ἰνδικοπλεύστης)‏، (بالإنجليزية: Cosmas Indicopleustes)‏، تاجر يوناني وناسك في وقت لاحق، أصله من الإسكندرية في مصر. كان رحالة من القرن السادس الميلادي، قام بعدة رحلات إلى الهند في عهد الإمبراطور جستنيان. يحتوي عمله الطوبوغرافيا المسيحية بعض من الخرائط العالمية الأولى والأكثر شهرة. وكان هو نفسه من أتباع كنيسة الشرق.

## روابط خارجية
- كوسماس إنديكوبليوتس على موقع الموسوعة البريطانية (الإنجليزية)